# Saint-Laurent-en-Caux
Saint-Laurent-en-Caux è un comune francese di 821 abitanti situato nel dipartimento della Senna Marittima nella regione della Normandia.

## Società

### Evoluzione demografica
Abitanti censiti